# Nolina texana
Espèce
Synonymes
- Beaucarnea texana (S.Watson) Baker[1]
- Nolina affinis Trel.[1] [2]
- Nolina erumpens var. compacta Trel.[1]
- Nolina texana var. compacta (Trel.) I.M. Johnston[2]
- Nolina texana var. compacta (Trel.) I.M.Johnst.[1]

Nolina texana est une espèce végétale de la famille des Asparagaceae. Elle est originaire du sud-ouest des États-Unis et du nord du Mexique. Elle pousse sur des terrains rocailleux, entre 200 et 2000 m d'altitude.

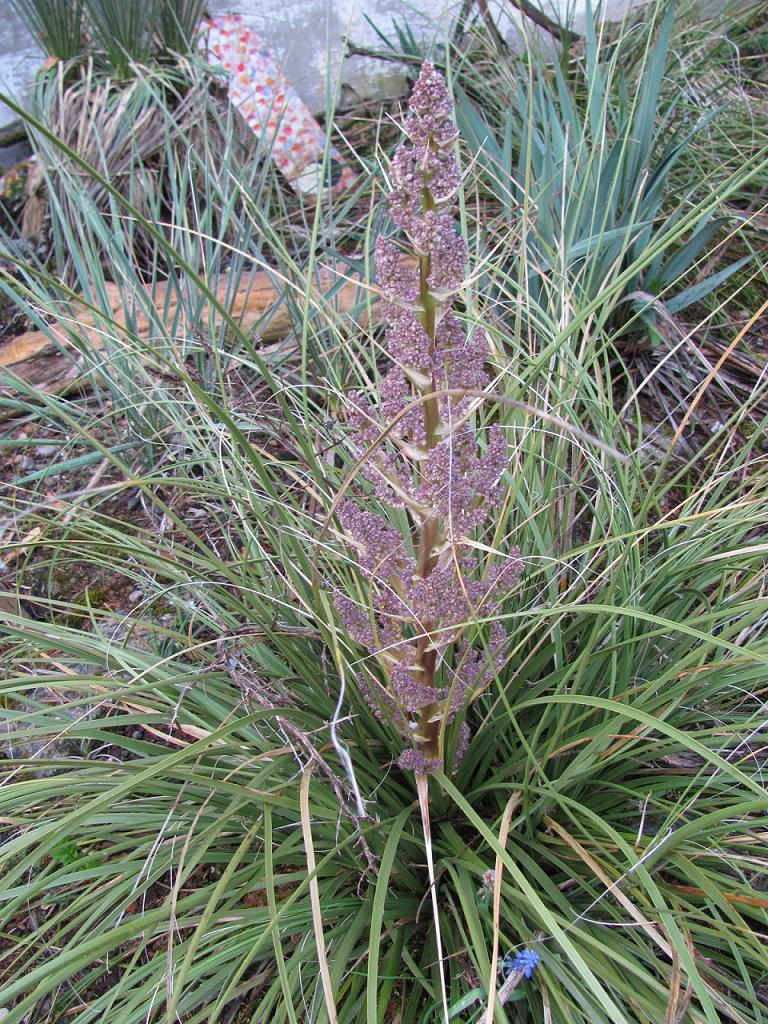
Inflorescence de Nolina texana

## Liste des variétés
Selon Tropicos (16 septembre 2021) (Attention liste brute contenant possiblement des synonymes) :
- variété Nolina texana var. compacta (Trel.) I.M. Johnst.
- variété Nolina texana var. texana